# Bataille de Salzbach
Ne doit pas être confondu avec Bataille de Sulzbach en 1796.
Guerre de Hollande
Batailles
- Groenlo (06-1672)
- Solebay (06-1672)
- Coevorden (06-1672)
- Nimègue(07-1672)
- Groningue (07-1672)
- Saint-Lothain (02-1673)
- Schooneveld (1re) (06-1673)
- Maastricht (06-1673)
- Schooneveld (2de) (06-1673)
- Texel (08-1673)
- Bonn (11-1673)
- Arcey (01-1674)
- Pesmes (02-1674)
- Gray (02-1674)
- Scey-sur-Saône (03-1674)
- Chariez (03-1674)
- Vesoul (03-1674)
- Arbois (03-1674)
- Orgelet (03-1674)
- Besançon (04-1674)
- Dole (05-1674)
- Sinsheim (06-1674)
- Salins (06-1674)
- Belle-Île (06-1674)
- Lure (07-1674)
- Faucogney (07-1674)
- Sainte-Anne (07-1674)
- Fort-Royal (07-1674)
- Seneffe (08-1674)
- Entzheim (10-1674)
- Mulhouse (12-1674)
- Turckheim (01-1675)
- Stromboli (02-1675)
- Fehrbellin (06-1675)
- Salzbach
- Consarbrück
- Alicudi
- Agosta
- Palerme
- Maastricht
- Philippsburg
- Valenciennes
- Cambrai
- Saint-Omer
- Tobago
- La Peene (Cassel)
- Ypres
- Rheinfelden (07-1678)
- Saint-Denis

La bataille de Salzbach, ou bataille de Sasbach (Sasbach, Bade-Wurtemberg), est un épisode de la guerre de Hollande qui s'est déroulé le 27 juillet 1675. Elle opposa les troupes françaises, commandées par le maréchal Turenne, aux troupes impériales sous les ordres de Raimondo Montecuccoli. Turenne y trouva la mort, emporté par un boulet de canon.
La campagne commencée en juin 1674 opposait l'armée de Turenne en Alsace à celle du Saint-Empire de l'autre côté du Rhin. Guerre de mouvement, les impériaux tentèrent de passer le Rhin. La rencontre se fit à Salzbach, les impériaux derrière la rivière tenaient le village et le château. 
Les Français ont mis leur artillerie commandée par Pierre de Mormès de Saint-Hilaire (père d'Armand de Mormès de Saint-Hilaire), en batterie pour faire feu sur le village et le château. Un duel d'artillerie s'est ensuite engagé avec l'artillerie de Herman de Bade-Bade. Vers deux heures, un boulet touche Saint-Hilaire et Turenne. Le premier perd un bras, le second est tué.
Guy Aldonce II de Durfort, neveu de Turenne, reprend le commandement et retire l'armée française de l'autre côté du Rhin dans la nuit du 29 au 30 juillet 1675. Le comte de Montecuccoli, affecté par la mort de Turenne, laissa deux jours de répit aux troupes françaises.